# کائوری ایشی هارا
کائوری ایشی هارا (انگلیسی: Kaori Ishihara; ۶ اوت ۱۹۹۳ – ) خواننده، صداپیشه، و مدل (شخص) اهل ژاپن بود. وی از سال ۲۰۰۸ میلادی تاکنون مشغول فعالیت بوده‌است.